# 桑给巴尔沉船事故

两个岛屿的位置地图：左方是桑给巴尔岛，右上的是奔巴岛

桑给巴尔沉船事故是指当地时间2011年9月10日凌晨，MV香料岛民1號客輪运载着超过800名乘客从桑给巴尔岛驶往北方临近的奔巴岛途中所发生的沉没事件，这两个岛屿是坦桑尼亚最大的两个岛。事故起初估計僅有240人死亡，至少有620人获救，但政府日後的報告指有超過1500人於事故中身亡。

## 事故经过

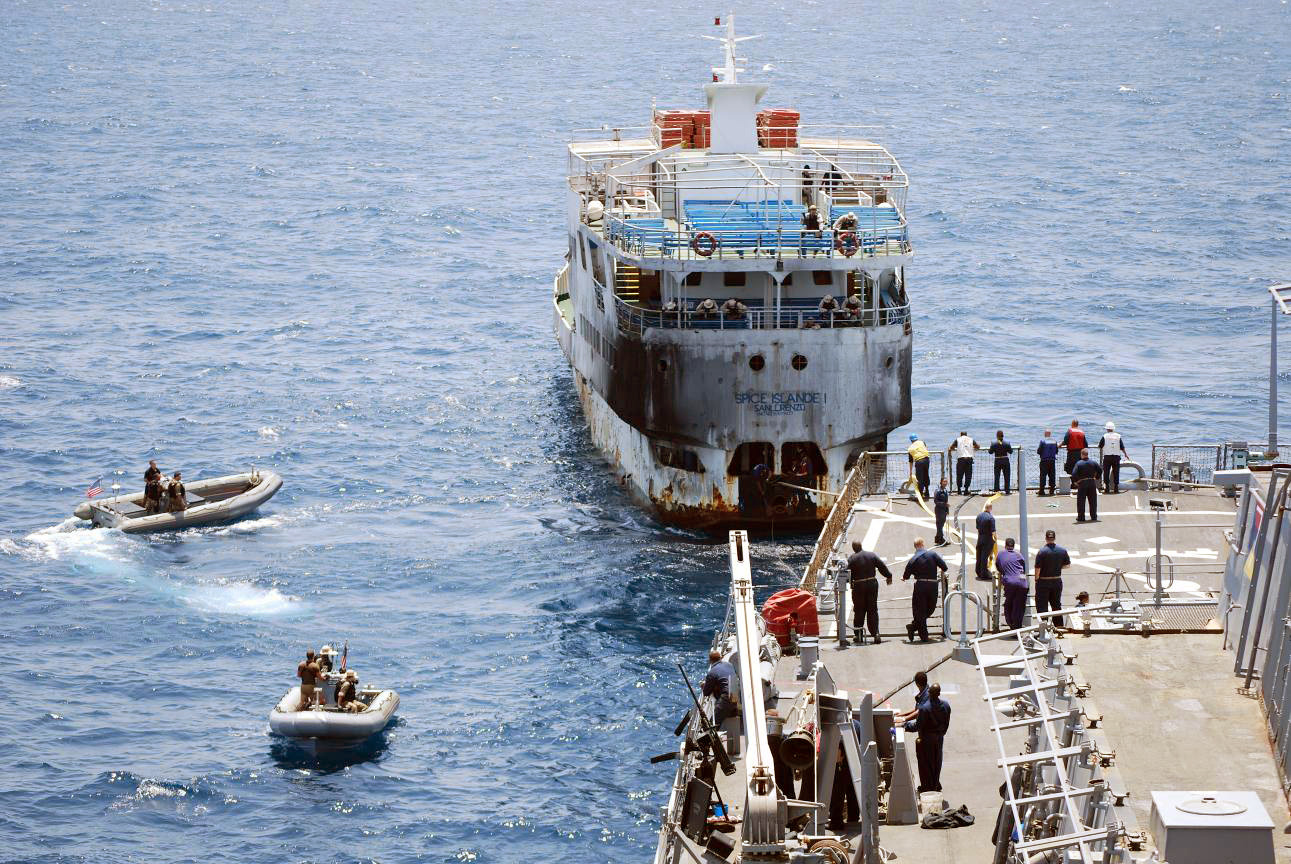
发生事故的船只MV Spice Islander I，2007年9月

当地时间21:00（UTC时间19:00），该船从桑给巴尔岛向北方的奔巴岛出发。它理论上最多只能承载45名船员和645名乘客，但是实际上却承载了超过800名乘客。行驶四个小时后发生沉没事故。渡船被认为是失去动力后就发生了倾覆。获救的620人中有40人受到了重伤。除了乘客外，该船只也装运了不少大米和其他货物。
最开始报道说是40人死亡，后来上升到了53人，之后又增加到了163人，而根据一位政府部长 Mohammed Aboud 的说法，截止9月11日有197人死亡，12日遇难者又升至240人。
这起事故是桑给巴尔自2001年1月以来最惨重的死亡事件，上一次是由于竞选活动发生的政府大屠杀，导致了35人死亡和600人受伤。

## 国内反应
事发后，桑给巴尔海军和警察派出联合搜救部队，出动了多艘搜救艇和直升机到事故地点进行搜救。
当地的桑给巴尔政府设置了一个安置中心为死伤者提供便利。同时呼吁非洲国家能提供援助。生还者乘坐渡轮被带到了主要港口石头城。
9月11日，该国开始了为期三天的悼念遇难者的活动。官方宣布将会调查事故，部长 Mohamed Aboud Mohamed 表示：“政府将会采取严格的措施依据国家的法律法规以惩治造成事故的责任人”。